# Changling, Chongqing
Changling (kinesiska: 长岭, 长岭镇) är en köping i sydvästra Kina. Den ligger i stadsdistriktet Wanzhou i storstadsområdet Chongqing, omkring 230 kilometer nordost om det centrala stadsdistriktet Yuzhong. Antalet invånare är 34962. Befolkningen består av 17 162 kvinnor och 17 800 män. Barn under 15 år utgör 12,0 %, vuxna 15-64 år 74 %, och äldre över 65 år 12,0 %.